# Uマチック
Uマチック（ユーマチック、U-matic）は、家庭用として初めてカセットにテープが収められた、U規格ビデオテープレコーダのソニーが有する商標。テープ幅19mm（3/4インチ）のカセット・テープを使用する。名称はテープをU形式上でローディングすることから。 オープンリールに比して取り扱い操作が簡便なカセット方式は好評価を得て、報道機関や学校など教育機関が採用した。

## 概要
1969年10月29日にソニーが「カラービデオプレーヤー」として試作機を発表。当時の規格は4分の3インチテープを用い、再生時間は最大で1時間30分であった。同社は「社会と家庭生活に一大変化が」「見たい映画や演劇およびテレビ番組を、家庭のテレビ画面にカラーで再生できる」とあおり、この発表の模様を報じた読売新聞は「もうすぐやって来る映画・演劇のカンヅメ時代」との見出しで大きく報じた。
1970年3月にU規格がソニー、松下電器産業、日本ビクターの3社で規格化された。業務用の「BV（Broadcasting Video）シリーズ」は、カセットテープ方式の容易さと即時性から報道現場に変化をもたらし、そのテープローディング技術はフィルムからビデオテープレコーダ（VTR）へ変遷していく流れの基礎となった。
1971年10月10日にソニーが「Uマチック」の商標で発売した。
価格はそれぞれ、プレーヤーが23万8000円、レコーダーが35万8000円、60分テープが1万円、30分テープが5500円で、発売当時は芸能界でも多くの関係者がこのUマチックを購入し、バッキンガム宮殿にも納入された。
正確な用法ではないが、ソニー以外の他社のU規格VTRも、ソニーの商標であるUマチックを呼称に用いて、一般にUマチックVTRとよばれる。正式名は「3/4型U TypeヘリカルVTR」であるが、単にUマチックあるいは、業務用放送局の現場の俗称として「四分三（しぶさん）」などと称され、汎用型として初めて広く世界的に普及したカセット型ヘリカルVTR（ヘリカル・スキャンVTR、helical scanning type VTR）となった。
信号記録は、輝度信号がFM記録方式、色信号は低域変換直接方式で、これは1975年に発表・発売されたベータマックスの原型でもある。
当初は民生用または、一般業務用のVTRだったが、比較的小型軽量で取り扱いが容易であったことと、タイムベースコレクタ（TBC）が開発されてヘリカルVTRの放送が利用可能になったことから、アメリカの三大ネットワーク局であるCBSが目を付けて、ソニーに携帯型を開発依頼し、ニュース電子取材システム（ENG）の主力VTRに採用して大成功を収めた。このため、1975年頃から世界的にニュース取材用として普及し、テレビ放送のフィルムニュースから取って代わる立役者となった。
規格の詳細についてはU規格を参照。

## 変遷
- 1969年10月29日発表。
- 1970年3月 松下電器産業、日本ビクター、その他日本国外メーカー5社と規格統一の合意を行い「U規格」誕生[3]。
- 1971年10月 ソニーの民生用のカセット式カラーVTR Uマチック「VP-1100（再生専用）」を販売開始[4]。
- 1972年3月：ソニーの民生用のカセット式カラーVTR Uマチック「VO-1700（レコーダー）」を販売開始。
- 1976年6月：ソニーの業務用の放送局用小型・高性能 Uマチック「BV（Broadcasting Video）シリーズ」を発売開始。
- 2000年6月 ：VTRの生産が終了。

ソニーはメディア変換サービスを行っている。

## 製品例
- 再生機

VP-1100
VP-7020
BVU-900
BVU-920（DT付）
- 録再機

VO-1700
VO-5800
VO-5850
BVU-800
BVU-950（SP対応）

## Uマチックのビデオで発掘された番組
初期のUマチック規格で録画された番組は貴重な映像資料となっている。
- 繭子ひとり（第125回の一部、1971年8月27日放送分）[6]
- ステージ101（1971年以降の一部回）[7]
- デビスカップ（1972年、日本VSオーストラリア）[8]
- きょうの料理（1972年12月他）[9]
- 同棲時代（TBS、1973年2月18日）
- 連想ゲーム（1973年1月20日放送）
- 赤ひげ（朝露に消ゆ、1973年6月29日放送）[10]
- ふりむくな鶴吉（1974年 - 1975年、第17回、27回、29回、31回、35回、37回、40回、41回）[11]
- 国盗り物語（第37回「将軍追放」（1973年9月16日放送）、第38回「小谷落城」（1973年9月23日放送）
- ひるのプレゼント（1974年2月7日）[12]
- この人と語ろう（1975年2月8日）[12]
- お国自慢にしひがし（1975年）[13]
- スポットライト（1975年9月11日）[14]
- 元禄太平記（第9回「昼行灯出陣」）